# Schloss Piberbach

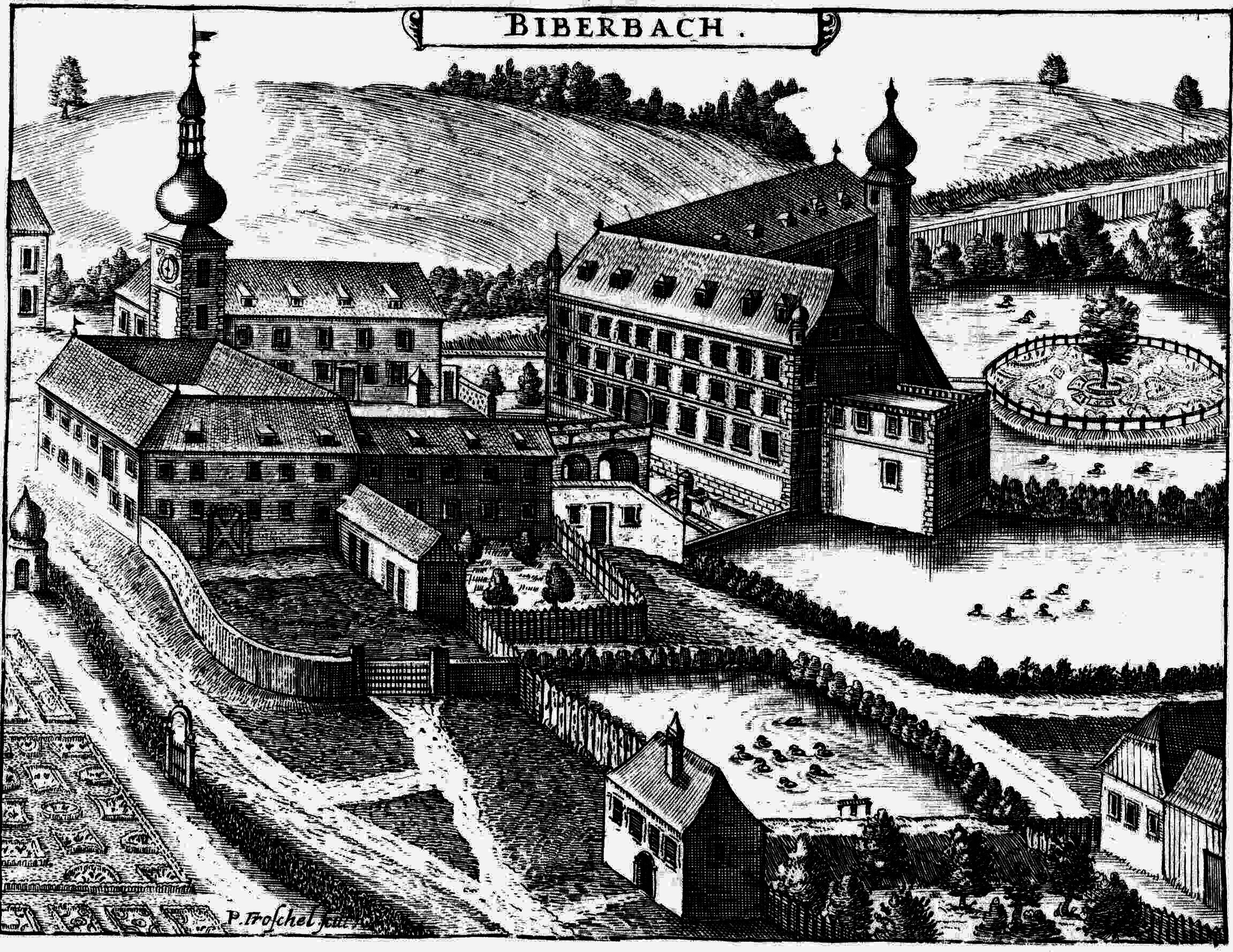
Wasserschloss Piberbach nach einem Stich von Georg Matthäus Vischer von 1674

Das Schloss Piberbach war ein Wasserschloss in der Gemeinde Piberbach im Bezirk Linz-Land von Oberösterreich. Es wurde 1814 abgetragen.

## Geschichte
Die erste urkundliche Nennung von Piberbach geht auf das Jahr 1055 zurück. Piberbach war ein passauisches Lehen und damals an Adalholt von Lorch vergeben, der seinen Besitz Holzhausen bei Oftering gegen Piberbach eingetauscht hatte. 1170 verkaufte Christina, Witwe nach Heinrich von Brumarn, den Sitz an das Kloster Garsten. 1260 wurde Piberbach als „castellum“ bezeichnet und wurde an die Prüschenk vergeben. 1290 wird als Lehensnehmer Ruger Prüschenk und 1332 Leutold Prüschinkh genannt. 1339 übernahm Burghard Gneuß, ein Lehensmann von Herzog Albrecht II., den Besitz. 1344 kam er an Heinrich von Blumau. André Stadler von Stadlkirchen hatte es um 1490 inne. 1513 kam Piberbach an das Kloster Garsten. Abt Pankraz verkaufte die Anlage 1528 zur Abgeltung der Türkensteuer an die Hager von Allentsteig. 1535 war die Herrschaft in der Hand von Veit Pfefferl aus Steyr. 1550 stand sie im Eigentum des Michael Pfefferl. Durch Heirat der Tochter Potentia kam die Herrschaft dann an Wolfgang Hand von Ramingdorf. Die gleichnamige Tochter des Wolfgang heiratete 1596 Hans Fenzl von Paumgarten. Er vereinigte Piberbach mit Weyer zu einem Fideikommiss. Seine Tochter, ebenfalls mit dem Namen Potentia, brachte Piberbach 1717 dem Freiherrn Siegmund Katzianer zu. Von diesem kam Piberbach auf gleiche Weise wieder an Siegmund Hager von Allentsteig. Die Hager mussten den Besitz aber aus finanziellen Gründen an die Eyselsberger verkaufen. 1789 erwarb das Stift Kremsmünster beide Herrschaften, veräußerte Piberbach 1811 aber an den Landesherrn.
1812 kaufte der Linzer Kaufmann Franz Planck von Planckburg die Doppelherrschaft Weyer und Piberbach und ließ das Schloss Piberbach 1814 abbrechen. Der Meierhof und die dazugehörigen Gebäude waren im Besitz der Henriette Plank von Planckburg. Die Planck, nach ihrer Nobilitierung auch Edle von Planckburg genannt, waren von 1825 bis 1896 im Besitz der Herrschaft Piberbach.

## Beschreibung
Das Schloss war, wie auf einem Stich von Georg Matthäus Vischer von 1674 zu sehen ist, ein mächtiger dreigeschoßiger Bau mit Rundturm und einem Zwiebeldach innerhalb einer kunstvoll gestalteten Teichanlage. Davor befand sich ein Meierhof, von dem man über eine Brücke zum Schloss gelangen konnte. Ein weiteres Gebäude besaß ebenfalls einen Turm mit Zwiebeldach, der erst 1905 abgetragen wurde. Von dem abgetragenen Schloss sind nur die Taverne hinter der Bildsäule der unbefleckten Maria, Teile des früheren Meierhofs sowie ein Teichrest erhalten. Dort wird heute eine Fischzucht betrieben. Ein Wappen des abgetragenen Schlosses ist auf dem Haus Dorfplatz 3 (Pibersaal) angebracht.

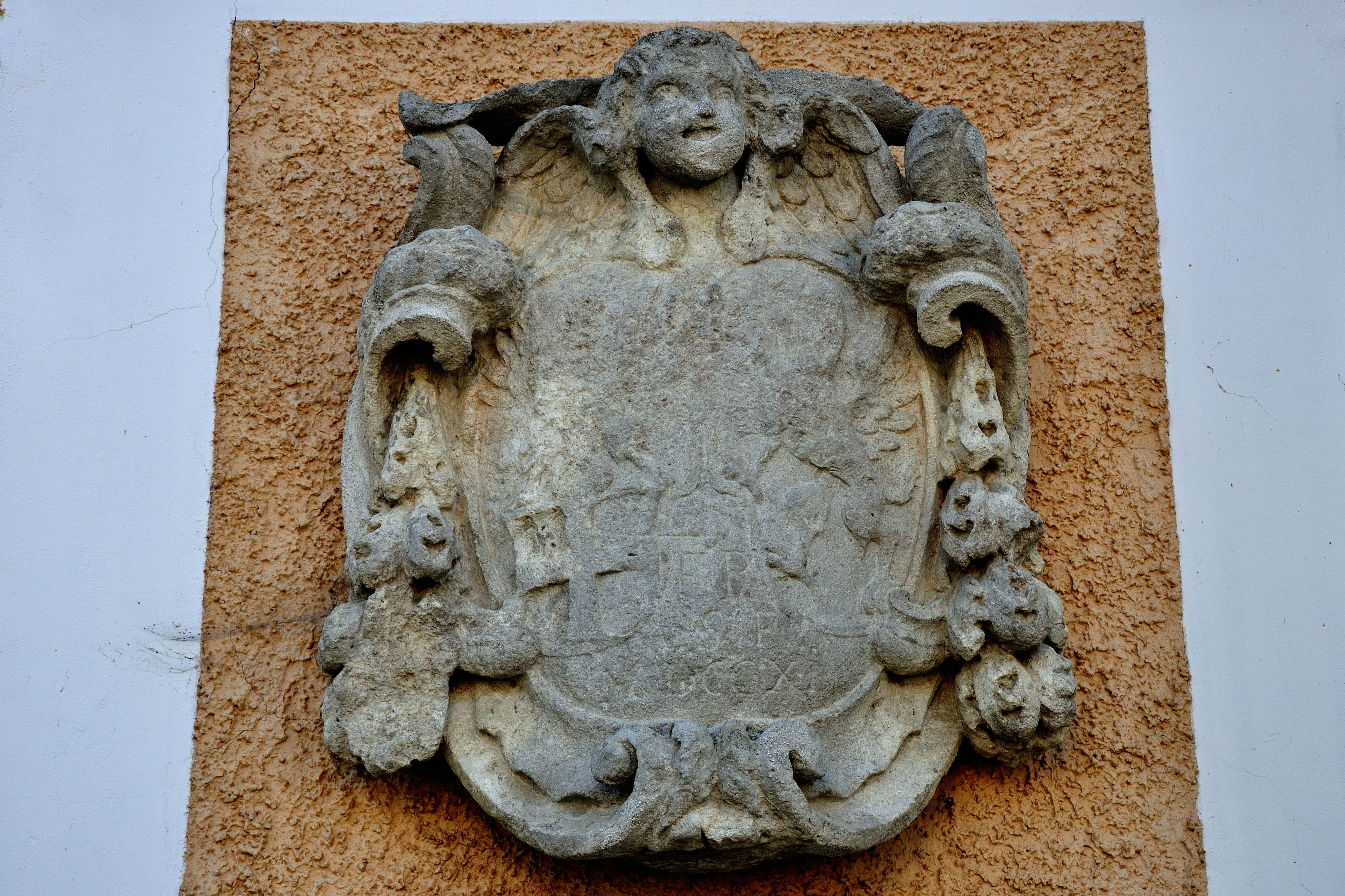
Wappen von Schloss Piberbach
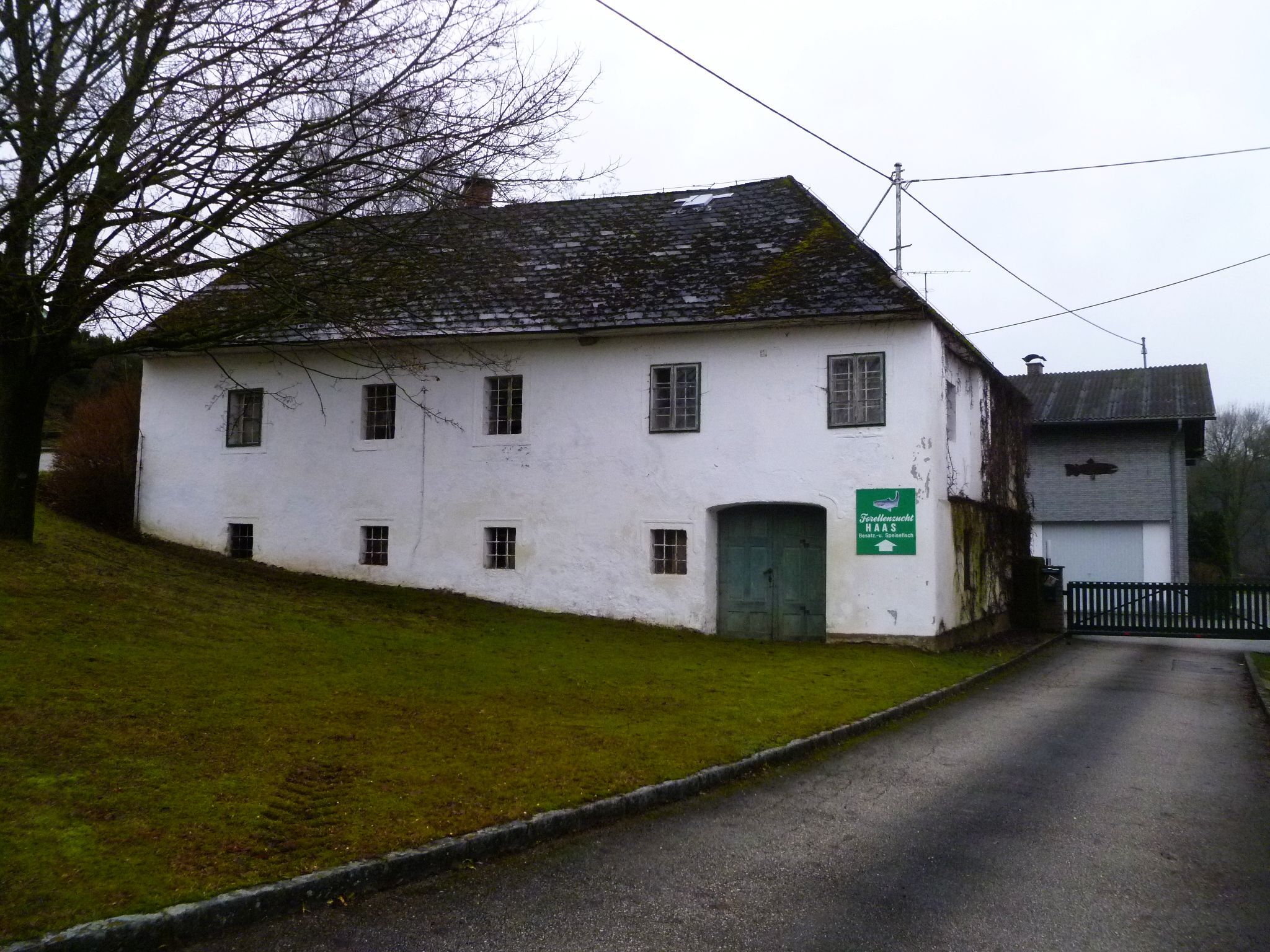
Ehemaliger Meierhof des Schlosses
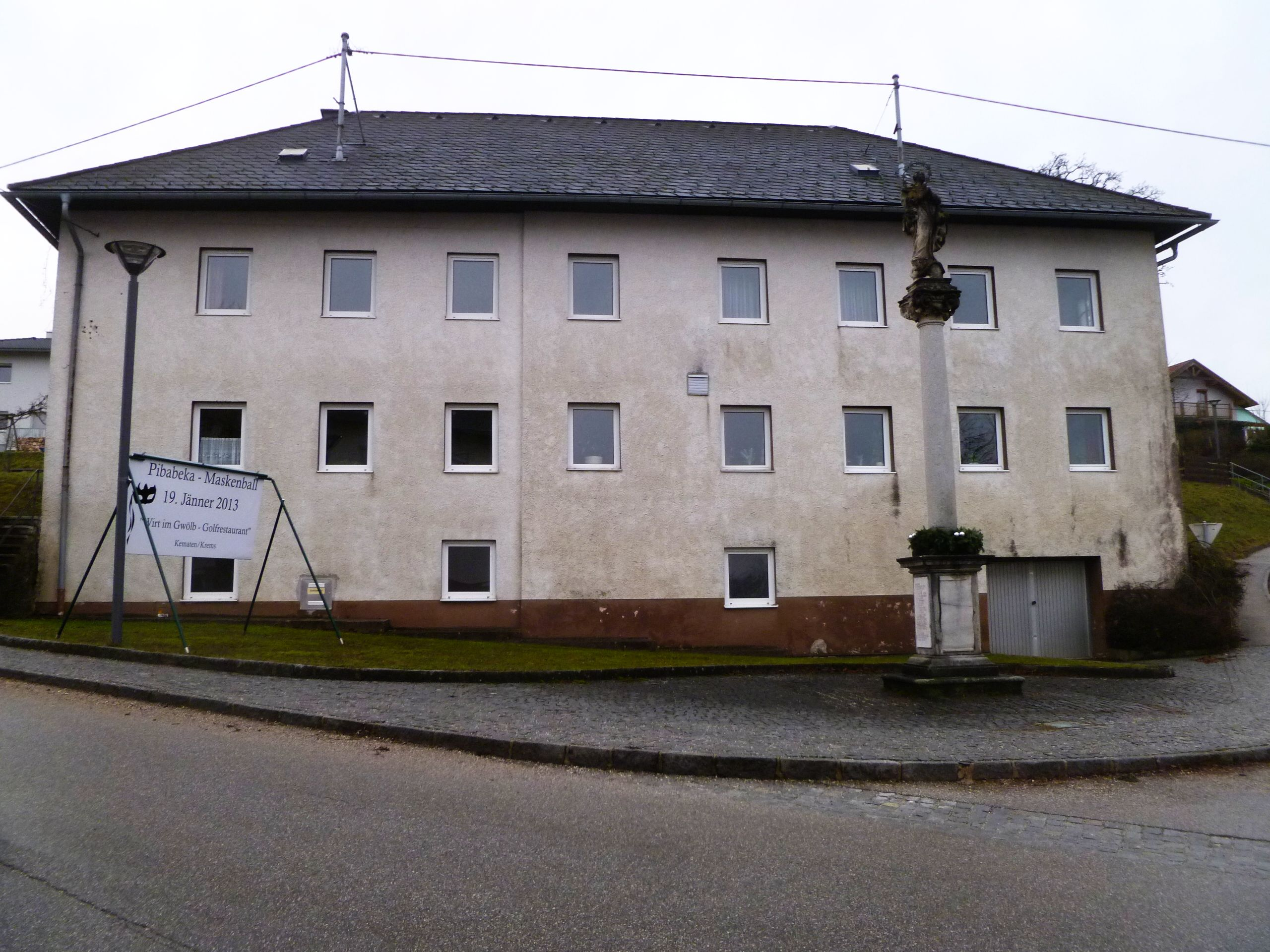
Ehemalige Taverne mit Mariensäule